# Charlotte von Reichenau
Charlotte von Reichenau geb. von Renthe-Fink (* 17. September 1890 in Köln; † 19. September 1952 in Frankfurt am Main) war eine deutsche Volkswirtin, Haushaltswissenschaftlerin und Hochschullehrerin.

## Leben und Wirken
Charlotte von Reichenau, Tochter des preußischen Generalleutnants Cécil von Renthe-Fink, studierte anfangs (1913/14) Medizin an den Universitäten Jena und Berlin und brach dann aus familiären Gründen und wegen des Ersten Weltkriegs ihr Studium ab. Ab 1920 studierte sie dann Volkswirtschaftslehre und Philosophie an den Universitäten Freiburg/Br. und Gießen und promovierte 1925 an der Universität Gießen über den Kommunismustheorektiker Wilhelm Weitling bei Paul Mombert. Anschließend war sie an dieser Universität als wissenschaftliche Assistentin tätig und habilitierte sich dort 1927. 1934 erhielt sie hier eine zunächst unbeamtete außerordentliche, 1939 eine beamtete außerordentliche Professur. Im Jahre 1940 lehrte sie an der Universität Graz und von 1941 bis 1945 versah sie einen Lehrauftrag für Konsumwirtschaft an der Universität Frankfurt/M. Nach dem Zweiten Weltkrieg wurde sie bis 1949 aus dem Staatsdienst entlassen und schließlich 1951 in den Ruhestand versetzt.
Charlotte von Reichenau gehörte zu den ersten habilitierten Frauen auf ihrem Fachgebiet und war eine Pionierin der Haushaltswissenschaft.
Ihr Bruder war der Diplomat Cécil von Renthe-Fink.

## Veröffentlichungen (Auswahl)
- Wilhelm Weitling. In: Schmollers Jahrbuch für Gesetzgebung, Verwaltung und Volkswirtschaft, Bd. 49 (1925), S. 293–328 (= Dissertation Universität Gießen).
- Der Einfluss des Zinsfußes auf das Sparen. In: Ebd., Bd. 55 (1931), S. 43–62.
- Die Kapitalfunktion des Kredits. Ein methodischer Versuch. Fischer, Jena 1932.
- Die Übertreibung. In: Reine und angewandte Soziologie. Eine Festgabe für Ferdinand Tönnies. Buske, Leipzig 1936, S. 202–217.
- Hauswirtschaft als volkswirtschaftliche Produktion in der wissenschaftlichen Forschung. In: Hauswirtschaftliche Jahrbücher, Jg. 1939, S. 49–63.
- Die Bäuerin. In: Jahrbücher für Nationalökonomie und Statistik, Bd. 153 (1941), S. 678–700.
- Heimstättensiedlung und Volkswirtschaft. In: Hauswirtschaftliche Jahrbücher, Jg. 1941, S. 97–107.
- Die Frau als organischer Wirtschaftstyp. In: Hauswirtschaftliche Jahrbücher, Jg. (1943), S. 1–14.
- Konsum und volkswirtschaftliche Theorie. In: Jahrbücher für Nationalökonomie und Statistik, Bd. 159 (1944), S. 81–115.
- Der „homo extraordinarius“. In: H[einrich], L. / Geck, A. / Kempski, J. v. / Meuter, H. (Hrsg.): Festgabe für Leopold von Wiese aus Anlass der Vollendung seines 70. Lebensjahres dargeboten von Schülern, Kollegen und Freunden. Band 1. Internationaler Universum-Verlag, Mainz, 1948, S. 119–132.
- Abhängigkeit und Selbständigkeit in der Konsumwirtschaft. In: Leopold von Wiese (Hrsg.): Abhängigkeit und Selbständigkeit im sozialen Leben. Westdeutscher Verlag, Köln, Opladen, 1951, S. 526–543.
- Von der Konsumtheorie zur Haushaltsökonomik. Gesammelte Abhandlungen, hrsg. von Erich Egner (= Beiträge zur Ökonomie von Haushalt und Verbrauch, Bd. 14). Duncker & Humblot, Berlin 1979, ISBN 3-428-04269-7.